# 中国数字地面电视

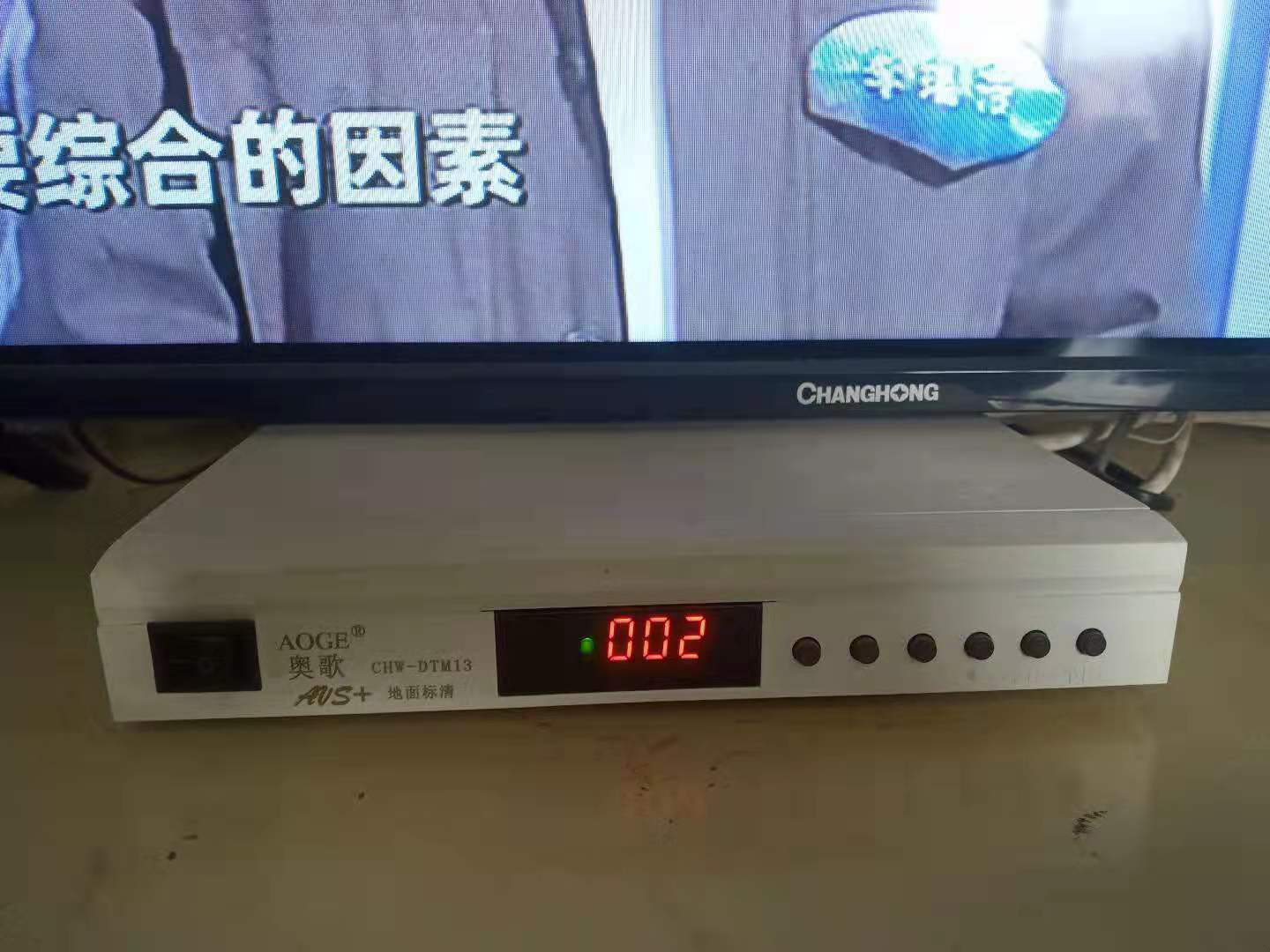
一台DTMB数字电视机顶盒。

中华人民共和国数字地面电视服务开始于2008年，采用的是中国自行研发的DTMB制式。
中国的数字电视自立项研发以来，经历了播放制式的争论，并且经受了有线电视、卫星电视、网络电视以及新媒体的影响和考验，作为国家公益性广播电视网络的骨干，由国家持续推行，并且向公民免费提供。自2015年起，中国国务院发布的《国家基本公共文化服务指导标准（2015－2020年）》《国家基本公共服务标准》等文件要求大陆内地各省市须公众通过无线（数字）方式免费向提供不少于15套电视节目和不少于15套广播节目。
目前除极个别地区外，中国的地面电视已经完成了由模拟到数字的转换过程，模拟电视信号于2021年3月31日关闭，全面进入数字地面电视时代。

## 历史

### 技术试验期
1998年，中国中央政府正式开始立项进行数字电视有关标准的研究。1998年第四季度，中央电视台进行了地面数字电视开路实验，当时采用的是欧洲DVB-T制式。2000年，中央电视台完成了欧洲DVB-T、美国ATSC和日本ISDB-T三大地面数字电视标准的开路测试，为后来中国制定数字电视的标准、频率规划和发展战略提供了第一手的测试结果。
清华大学主导研发了DMB-T标准，并于2001年5月16日公布。这是中国自主研发的第一个数字地面电视标准，基于欧洲的DVB-T。随后，上海交通大学也研发了ADTB标准，该标准基于美国的ATSC。随后很长时间，中国的数字地面电视受制于标准争论。电视业界普遍期望尽快形成统一的数字地面电视标准，并扩展到有线电视和卫星电视，然而由于旷日持久的争论，使得数字有线电视和数字卫星电视无法长期等待，转而直接选择DVB标准（即DVB-C和DVB-S）；香港特区政府亦于2004年7月宣称若中国中央政府在2006年年底前仍未公布国家制式，亚视及无线将会采用国际广泛使用的DVB-T制式。

### 初步建设期

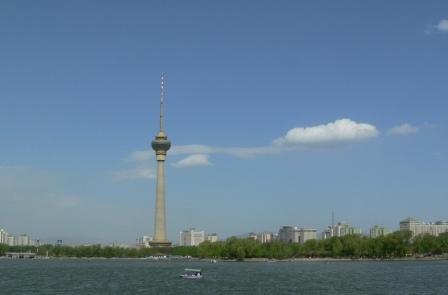
北京市的中央广播电视塔。中国大陆第一批公开的数字地面电视信号就从这里发出。

2006年8月30日，中国政府终于决定采用DMB-T/H的制式，这是以清华大学标准为主，融合了上海交通大学标准的部分要素（比如单载波）而形成的折衷方案。该制式以强制性国家标准（GB 20600-2006）的形式公布。香港亦于2006年10月决定采用DMB-T/H制式。中国政府并预定于2015年关闭模拟地面电视信号。
2008年1月1日上午9时，中央电视台开始在北京市开播数字地面电视。这亦是中国内地数字地面电视之始，但仍比香港数字地面电视开播晚了14小时，而台湾地区更早已于2004年开播数字地面电视。
2008年，北京、天津、上海、沈阳、青岛、秦皇岛、广州、深圳8个城市开通了地面数字电视，播出了高清和标清电视节目。这8座城市中，除广州和深圳外皆为第29届夏季奥林匹克运动会的主办和协办城市；北京奥运会亦在奥运会历史上首次实现了全高清电视信号转播。
2009年，国家广播电影电视总局表示：当年开始，广电总局计划在全国直辖市、省会市、计划单列市及部分地级市共100个城市开通地面数字电视，实现标清电视与模拟电视同步播出，在直辖市、省会市和计划单列市还将同时播出高清电视节目。

### 转换期
根据国家规划，地面电视信号将在数字化覆盖水平与现有模拟覆盖率相当后，逐步关闭模拟地面电视信号。2014年，国家新闻出版广电总局会同财政部推行“中央广播电视节目无线数字化覆盖工程”，意味着数字地面电视信号还没有实现完全覆盖，原定的2015年关闭模拟信号的时间表实际上已经被废除。至2015年，连官方媒体亦一并引用广电总局消息，指2020年将最终完成模拟地面电视信号的关闭。而香港宣布模拟地面电视信号关闭时间为2020年11月30日23时59分59秒，并称此举是为了“避免和内地互相干扰”，因而可以预见中国内地的模拟地面电视信号亦会同时关闭。
2020年3月25日，工业和信息化部发布通知，明确将700MHz频段频率使用规划调整用于移动通信系统。3月31日，国家广播电视总局召开全国地面数字电视700兆赫频段频率迁移工作领导小组第一次工作会议，初步确定中央地面模拟电视节目将于2020年6月1日至8月31日关闭。
2020年6月1日，国家广播电视总局以“加急、内部文件”的形式发布了《国家广播电视总局关于按规划关停地面模拟电视有关工作安排的通知》，通知明确：中央地面模拟电视节目原则上于8月31日前关停，特殊情况下可延期至12月31日前关停；各地方地面模拟电视节目原则上于12月31日前关停，特殊情况下可延期至2021年3月31日前关停这四个停播时间节点。这相当于宣布中国大陆的地面电视将于2021年4月1日起全面进入数字电视时代。
| 省、直辖市、自治区 | 地面模拟电视关停时间（当日24时关停） | 地面模拟电视关停时间（当日24时关停） | 地面模拟电视关停时间（当日24时关停） | 备注                               |
| 省、直辖市、自治区 | 中央频道                             | 省级频道                             | 地县频道                             | 备注                               |
| ------------------ | ------------------------------------ | ------------------------------------ | ------------------------------------ | ---------------------------------- |
| 全国               | 2020-08-31                           | 2020-12-31                           | 2020-12-31                           | 原则上关停时间，特殊情况下可以延期 |
| 天津               | 2020-07-31                           | 2020-07-31                           | 2020-07-31                           | [ 23 ]                             |
| 山西               | 2020-07-31                           | 2020-11-30                           | 2020-11-30                           | [ 24 ]                             |
| 内蒙古             | 2020-08-31                           | 2020-09-30                           | 2020-08-31                           | 尚未实现数字化的地区可延期         |
| 吉林               | 2020-11-17                           | 2020-12-08                           | 2020-12-22                           | 各发射台不同                       |
| 江苏               | 2020-08-09                           | 2020-08-09                           | 2020-08-09                           | [ 27 ]                             |
| 安徽               | 2020-08-31                           | 2020-12-31                           | 2020-12-31                           | 全椒县台提前关停                   |
| 山东               | 2020-07-31                           | 2020-08-31                           | 2020-10-14                           | [ 29 ]                             |
| 海南               | 2020-08-31                           | 2020-10-31                           | 2020-08-31                           | 海口、三亚海南经济频道提前关停     |
| 重庆               | 2020-08-31                           | 2020-08-31                           | 2020-08-31                           | 各发射台不同                       |
| 云南               | 2020-07-30                           | 2020-11-30                           | 2020-11-30                           | 各发射台不同                       |
| 陕西               | 2020-08-31                           | 2021-03-31                           | 2021-03-31                           | 各发射台不同                       |
| 青海               | 2020-08-31                           | 2020-12-31                           | 2020-12-31                           | [ 34 ]                             |

## 技术标准
中国目前推行的数字地面电视，其制式采用的是中国自行研发的DTMB，或称DMB-T/H。该标准最早是2001年由清华大学主导研发的，并且于2006年融合了上海交通大学研发的ADTB制式，成为国家标准。

### 频率
在频率上，DTMB采用8MHz的的电视频率宽度，与PAL-D/K一致；因此频道划分也和PAL-D/K时代一致。
| 波段                    | VHF          | VHF          | VHF              | UHF            | UHF            | UHF            |
| 波段                    | I            | II           | III              | IV             | V              | V              |
| ----------------------- | ------------ | ------------ | ---------------- | -------------- | -------------- | -------------- |
| 频道号                  | 1-3          | 4-5          | 6-12             | 13-24          | 25-36          | 37-68          |
| 第一频道中心频率（MHz） | 52.5         | 80           | 171              | 474            | 610            | 706            |
| 最后频道中心频率（MHz） | 68.5         | 88           | 219              | 562            | 698            | 954            |
| 同波段其他应用          | 模拟地面电视 | 模拟地面电视 | 模拟地面电视     | 模拟地面电视   | 模拟地面电视   | 模拟地面电视   |
| 同波段其他应用          |              | FM广播       | DAB广播 （计划） | 移动通讯、CMMB | 移动通讯、CMMB | 移动通讯、CMMB |

与数字电视服务频率重叠的主要服务是FM广播和移动通讯。在模拟电视时代，模拟电视业者理论上可以使用5频道（音频中心频率91.75MHz）向FM广播用户播放电视伴音（在美国，NTSC 6频道（音频中心频率87.75MHz）也有同样的现象），而低频各台的电视伴音亦可以直接使用某些特制的调频收音机收取；但是数字电视时代，这一优势不复存在的同时，有电视频率占用5频道即代表87至92MHz的所有FM广播都会受到干扰。而移动通讯方面，本来移动通讯业者呼吁数字电视的原因之一就是可以让出700MHz的频率以部署低频4G甚至5G，然而随着数字电视部署推迟、数字电视对700MHz级别的频率的占用以及广电杀入电信运营市场，三大运营商意识到与其让广电让出700MHz不如自行关闭2G网络，使用空出的800-900MHz频段部署低频4G，间接推动了2G服务的关断和VoLTE的建设。

#### 统计数据
根据2018年原国家新闻出版广电总局公布的《经批准可以使用的无线广播电视发射频率/频道表》，截至2018年3月31日，全国共批准12,389个频道用于数字地面电视，分布于9频道至49频道的范围，主要则位于UHF波段的13至48频道（470至798MHz）；同期有394个频道用于CMMB，7,646个频道用于模拟地面电视，1,996个FM电台中心频率落在87.0-92.0MHz（如一个FM电台按照占用0.2MHz频宽计算，可换算为49.4个电视频道）。
| 波段           | VHF-I | VHF-II | VHF-III | UHF-IV | UHF-V  | 总计     |
| 频道号         | 1-3   | 4-5    | 6-12    | 13-24  | 25-68  | 总计     |
| -------------- | ----- | ------ | ------- | ------ | ------ | -------- |
| DTMB           |       |        | 2       | 3,371  | 9,016  | 12,389   |
| PAL            | 451   | 241    | 2,014   | 2,053  | 2,887  | 7,646    |
| FM             |       | 49.4   |         |        |        | 49.4     |
| CMMB           |       |        |         | 110    | 284    | 394      |
| 合计           | 451   | 300.4  | 2,016   | 5,534  | 12,187 | 20,478.4 |
| 平均每信道频道 | 150   | 240    | 288     | 461    | 508    | -        |
| DTMB占比(%)    | 0.00  | 0.00   | 0.10    | 60.91  | 73.98  | 60.50    |

- 河北省廊坊市大厂回族自治县的数字地面电视信号位于9频道，河北省邯郸市市区的数字地面电视信号位于11频道；以上为当时中国仅有的两个VHF频段的数字地面电视信号。
- 四川省成都市市区的数字地面电视信号位于49频道，为当时中国仅有的一个中心频率大于800MHz的地面电视信号（包括数字和模拟）。
- 46频道的数字地面电视信号最为密集，占比也最高，有832个数字地面电视信号发射站，占同频率地面电视信号发射站的90.63%。
- 广东省中山市在594MHz发射数字地面电视信号，为中国大陆唯一一个按照英国电视频道标准发射的DTMB电视信号（英标为36频道，与之对应为中国增补41频道，增补频道一般只供有线电视使用）。

### 信道複用
DTMB可以采用信道複用的方式，通过一个物理频道传输大约8套标清电视信号（比如“中央广播电视节目无线数字化覆盖工程”中央视的一路信道就是如此），以及其他的数据信息，比如电子节目指南以及紧急广播信息。

### 音視訊格式
中国的数字地面电视，大多为标清频道（576i50），少量为高清频道（1080i50），4K（2160p50）地面电视亦在测试中。
根据中央广播电视节目无线数字化覆盖工程的技术标准，该工程设置的标清数字地面电视信号参数如下表。
| 信息流 | 编码标准 | 质量           | 码率         |
| ------ | -------- | -------------- | ------------ |
| 視訊流 | AVS+     | 标清（576i50） | 2.2Mbps/节目 |
| 音訊流 | MP2      | 立体声         | 128kbps/节目 |

此外中国的数字地面电视信号的視訊流格式亦有H.264、MPEG-2，音訊流格式亦有DRA、MPEG-2 AAC LC、AC-3、E-AC-3。
国家广播电视总局于北京时间2024年6月12日0时起更改中央无线地面数字节目的音訊流格式，采用MPEG-1 Audio Layer II格式替换DRA格式。

## 缺陷
- 中国内地的数字地面电视并没有使用逻辑频道编号系统，因而电视频道顺序完全按照搜索顺序决定，更由于中国的数字地面电视处于建设期，各电视频道的频道号码会经常变动，难于记忆。
- 由于国内大部分地面数字电视频道使用国标的AVS+和DRA分别作视频和音频编码，一些生产时间较早的支持DTMB接收功能的电视机可能无法正常收看该类节目信号。然而截至目前，所有在中国大陆生产和销售的电视机均已支持国标音视频编码，观众可以正常收看使用该类编码的电视节目。
- 受制于地形等因素，中国大陆的DTMB信号实际覆盖范围和信号强度未必达到其理论值。且变更DTMB电视频道数量的申请流程较为繁琐，一些在原来模拟地面电视中有发射当地节目的电视台转为DTMB之后便不再在信道中加入自己的节目。一些地区在模拟电视停播之后便再也无法通过天线收看任何本地或者省台的电视节目，全频段只能搜出CCTV的节目信号（如佛山市）。
- DTMB实际节目的数量，往往也和当地发展水平有关。在北上广深等一线城市，观众可以收看到几十套DTMB电视节目，其中不乏高清节目。其余大部分省会和一些副省会城市通常也提供几套央视或者省市电视台的高清频道，画质通常较有线电视和IPTV为好（一般情况下DTMB的高清节目源为电视台播控直出，而有线电视或者IPTV则为二次编码后传输为主）。除此之外的其余三四线城市则通常只提供CCTV和当地电视台的标清信号。
- 需要注意的是，一些中心频率位于UHF频段的电视天线可能无法接收稳定的VHF电视节目。

## 可用性

### 免费数字地面电视的覆盖
在中国，数字地面电视是作为国家免费提供的公益性电视服务的，因而凡是有数字地面电视的区域皆可以接收到免费电视频道。国家并推行中央广播电视节目无线数字化覆盖工程。
2015年1月14日，中共中央办公厅、国务院办公厅印发《关于加快构建现代公共文化服务体系的意见》，同时发布实施《国家基本公共文化服务指导标准（2015－2020年）》，服务内容指出：通过直播卫星提供25套电视节目，通过地面数字电视提供不少于15套电视节目，未完成无线数字化转换的地区，提供不少于5套电视节目。
2016年04月21日，国务院办公厅印发《关于加快推进广播电视村村通向户户通升级工作的通知》，按照《国家基本公共文化服务指导标准（2015-2020年）》，确保通过无线（数字）提供不少于15套电视节目和不少于15套广播节目，通过无线（模拟）提供不少于5套电视节目和不少于6套广播节目；通过直播卫星提供25套电视节目和不少于17套广播节目；有线广播电视在由模拟向数字整体转换过程中，保留一定数量的模拟电视节目供用户选择观看，有条件的地区可确定一定数量的数字电视节目作为基本公共服务项目。
2021年03月30日，国务院印发《国家基本公共服务标准（2021年版）》，广电总局、中央宣传部要求为城乡居民提供电视节目服务，包括通过地面无线方式提供不少于 15 套电视节目；在直播卫星公共服务覆盖地区，提供不少于 25 套电视节目。中央财政和地方财政共同承担支出责任。2023年07月30日，《国家基本公共服务标准（2023年版）》发布，电视节目数量要求不变。
由于中国采用的特殊的广电网络体制，即：中央电视台覆盖全国、各省电视台覆盖全省、以此类推，中国各地区建设数字地面电视网络时，都要满足各级别的电视台的收视需求。
- 中央电视台：免费电视频道范围为中央电视台综合频道等12个频道。由于上述信道複用的存在，这12个频道一般分为两个物理频道传输：一个信道用于传输综合频道、财经频道、中文国际频道、科教频道、社会与法频道、新闻频道、少儿频道、音乐频道以及12套中央人民广播电台广播节目；另一个信道用于传输农业农村频道、纪录频道、戏曲频道、CGTN主频道[42]，并留有约4套标清电视信号的空间，用于插入本地频道（最长时限为两年）[44][22]。
- 各省、市、县电视台的免费电视频道多寡不一，但是至少皆能保证有一个免费频道存在。

需要注意的是，一些地方的央视地面数字信号可能需要将接收机设置为可接收加密频道的模式方可正常收看（但这些频道并不需要专门的接收机或IC卡，本质上仍属于免费频道）。

### 收费数字地面电视
2017年10月27日，国家新闻出版广电总局答复留言时表示：数字地面电视是各级政府向老百姓提供广播电视基本公共服务的重要手段，凡纳入基本公共服务的节目是免费提供给老百姓接收的，目前总局未批准过加密收费数字地面电视。

### 通用性

世界採用數碼電視規格圖

香港、澳门两个特别行政区的数字地面电视同样使用DTMB制式，因而深圳、珠海等邻近地区的居民有机会收到港澳发射的数字地面电视信号，反之亦然（但港澳市场上售卖的接收机可能无法解码AVS和DRA编码的电视频道）。
其他的周边国家和地区，除巴基斯坦和老挝采用DTMB以外，数字地面电视皆使用DVB-T或DVB-T2制式，因而除非电视或机顶盒支持，否则无法互相收取。

### 市场竞争
虽然在中国所有的收视途径皆为国家垄断，但是不同的收视途径之间仍然有竞争。1990年代以来，中国政府推动建设有线电视网络；2000年代以来卫星电视也开始有限度的向普通民众开放，通过“村村通”“户户通”在农村普及；2010年代随着互联网技术的发展，三大运营商和中央台相继推出网络电视平台；2015年以后，各种新兴媒体形式使得无论是民众接收讯息的方式抑或是政府进行宣传的方式都发生了翻天覆地的变化，电视不再成为主要的宣传方式，微博、微信、短視訊等取而代之。以上各类收信途径商业化模式更加成熟、内容更加丰富，使得中国的地面电视的市场自从模拟电视时代就不断被蚕食。2013年10月29日格兰研究发布的2013年机顶盒白皮书显示，每年数字地面电视用户增量仅为百万级别，远远低于数字有线电视发展。有学者因而提出要进行地面、卫星协同发展；市面亦有“双模机”相呼应，如正版“户户通”接收机。2023年，随着广电总局整治“套娃式”收费工作的开展，一些不愿意付费报装有线电视或者IPTV的观众选择通过DTMB收看电视节目，“铁丝看电视”“晾衣架看电视”（即使用铁丝、晾衣架等金属制品作为简易天线连接到支持DTMB的电视机上）等方法也一度走红，让地面电视市场有小幅回暖趋势。在深圳等地，当地居民则选择自备天线接收高清的，不经任何过滤的原版香港地面电视节目。